# Denis Gravel (historien)
Pour les articles homonymes, voir Denis Gravel et Gravel.
Denis Gravel est un historien québécois né en 1958 dans la paroisse Notre-dame-des-Sept-Douleurs à Verdun, aujourd'hui un arrondissement de la ville de Montréal.

## Biographie
Denis Gravel, l'historien, fait ses études primaires à l’école Notre-Dame-du-Sacré-Cœur de 1964 à 1970, puis il commence son secondaire à l’école Sainte-Geneviève (secondaire I) et, par la suite, à la polyvalente Cavelier-De LaSalle (secondaire II à V), de 1971 à 1975 à Ville de LaSalle. Il passe ses études collégiales au Collège de Maisonneuve de 1975 à 1977. Bachelier en histoire (1977-1980) et maîtrise en sciences politiques (1980-1985) de l’Université de Montréal, il obtient un certificat en sciences de l'éducation à l'UQAM (1986-1987). En 2018, il obtient sa maîtrise en histoire à l'Université de Montréal. Son mémoire est intitulé: Élites commémorantes et mise en scène de l’histoire dans la construction de l’identité lachinoise à l’époque du maire Anatole Carignan (1933-1939 et 1944-1952) .
Sa carrière d'historien occupe sa vie professionnelle. Il remplit des mandats de consultant pour plusieurs organismes de LaSalle et de la région métropolitaine de Montréal. Depuis 1987, il œuvre comme historien, conférencier, directeur de projets, administrateur et président (2005-2007) de la Société historique Cavelier de LaSalle. Ses recherches se font de concert avec la Société de recherche historique Archiv-Histo (1995-2014).
Il écrit et collabore à plus de 50 livres et albums souvenirs, édités par la Société historique Cavelier de LaSalle, les Éditions Histoire Québec, les Éditions du Méridien, la maison d'édition le Septentrion et la Société de recherche Archiv-Histo. De nombreuses monographies locales portent sur les municipalités rurales ou urbaines : Blainville, Brigham, East Angus, Mascouche, Montréal-Est, Notre-Dame-des-Prairies, Noyan, Saint-Esprit, Saint-Louis-de-Gonzague, Sainte-Mélanie, Saint-Patrice-de-Sherrington, Varennes, Verdun, etc. Souvent, dans le cadre d’une commémoration, on fait appel à ses services, notamment pour l’histoire de la Fédération des associations étudiantes du campus de l'Université de Montréal (FAÉCUM, 2006) et le Club Richelieu LaSalle (2012). En 2012, Denis Gravel est coauteur avec Bruno Boucher du livre Propriétaires et promoteurs à LaSalle plus d’un siècle d’évolution économique qui gagne le prix Léonidas-Bélanger décerné par la Fédération Histoire Québec. En 2017, dans le cadre du 375e anniversaire de Montréal, il participe à l'élaboration du projet de théâtre intitulé Au rythme des rapides qui fait revivre l'histoire de l'arrondissement de LaSalle et de ses citoyens avec l'aide des élèves et professeurs de l'école secondaire Cavelier-De LaSalle. En 2022, il participe également à la création du baladodiffusion sur le Bronx, un quartier de LaSalle de la Ville de Montréal. L'année suivante, un autre balado sur l'histoire de l'arrondissement de LaSalle, plus précisément le quartier Highlands, naît en collaboration avec la firme Audiotopie.

## Publications et rapports de recherche
- Histoire de Ville de LaSalle, Montréal, Médidien, 1988. (coauteurs)
- Histoire de la Commission scolaire du Sault-Saint-Louis Montréal, Méridien, 1989.
- Monographie du moulin Fleming à Ville de LaSalle, LaSalle, Société historique Cavelier de La Salle, 1990.
- Monographie historique... du Bas de Lachine, Montréal, Société historique Cavelier de La Salle, 1991.
- Histoire du village des Rapides, un quartier de LaSalle, Montréal, Méridien, 1992.
- Une approche historique et économique de la société lachinoise, LaSalle, Société historique Cavelier de La Salle, 1993.
- Moulins et meuniers du Bas-Lachine, Sillery, Septentrion, 1995.
- Histoire de Saint-Louis-de-Gonzague, Montréal, Archiv-Histo, 1996.
- Rapport sur la toponymie des îles des rapides de Lachine, LaSalle, Société historique Cavelier de La Salle, 1997.
- Le quartier Highlands à LaSalle, LaSalle, Société historique Cavelier de La Salle, 1998 (coauteur).
- Histoire de Saint-Patrice-de-Sherrington (1848-1998), Montréal, Archiv-Histo, 1998.
- Histoire de Notre-Dame-de-Lourdes (1925-2000), Montréal, Archiv-Histo, 1999.
- LaSalle Then and Now, LaSalle, Société historique Cavelier de La Salle, 1999.
- Le quartier Village des Rapides (sous la direction de Denis Gravel), LaSalle, Société historique Cavelier de La Salle, 1999.
- Montréal-Nord d’hier à aujourd’hui (en collaboration), Montréal-Nord, Ville de Montréal-Nord, 2000.
- Verdun 125 ans d’histoire, Montréal, Archiv-Histo, 2000 (existe aussi en version anglaise).
- Histoire de Mascouche 1750-2000, Montréal, Archiv-Histo, 2000.
- Le quartier Centre à LaSalle (sous la direction de Denis Gravel), LaSalle, Société historique Cavelier de La Salle, 2001.
- Notre-Dame-des-Prairies d’hier à aujourd’hui, Montréal, Archiv-Histo, 2001, (coauteur).
- Histoire de la paroisse Notre-Dame-du-Sacré-Cœur, LaSalle, Société historique Cavelier de La Salle, 2003.
- Les industries de LaSalle de 1912 à 2002 (sous la direction de Denis Gravel), Montréal, Éditions Histoire Québec, 2004.
- Sainte-Mélanie 150 ans d’histoire, Montréal, Archiv-Histo, 2004.
- Saint-Jean-de-Matha une histoire à raconter…, Montréal, Archiv-Histo, 2005.
- Album anniversaire Saint-Paul depuis 1855, Montréal, Archiv-Histo, 2005.
- Brigham 150 ans d’histoire/150 Years of History, Montréal, Archiv-Histo, 2005.
- Noyan 150 ans d’histoire/150 Years of History, Montréal, Archiv-Histo, 2005.
- Dictionnaire biographique de LaSalle, LaSalle, Société historique Cavelier de La Salle, 2005, (sous la direction de Denis Gravel)
- Histoire de la FAÉCUM 1976-2006, Montréal, Archiv-Histo, 2006.
- Saint-Valentin au cœur du temps, Montréal, Archiv-Histo, 2007
- Saint-Simon 175 ans d’histoire et fiers d’en faire partie 1832-2007, Montréal, Archiv-Histo, 2007.
- L’histoire du canton de Godmanchester, Montréal, Archiv-Histo, 2008.
- Saint-Dominique 175 ans d’histoire, Montréal, Archiv-Histo, 2008.
- Baie-du-Febvre 325 ans d’histoire, Montréal, Archiv-Histo, 2008.
- Saint-Adolphe d’Howard, terre d’histoire, Montréal, Archiv-Histo, 2008.
- Saint-Esprit 1808-2008, Montréal, Archiv-Histo, 2008.
- De la Seigneurie à Blainville 2008, Montréal, Archiv-Histo, 2009.
- Propriétaires et promoteurs à LaSalle plus d’un siècle d’évolution économique, Montréal, Les Éditions Histoire Québec, (coauteur), 2010.
- Ville de Montréal-Est 100 ans d’histoire et de prospérité 1910-2010, Montréal, Archiv-Histo, 2010.
- East-Angus. À tous les temps!, Montréal, Archiv-Histo, 2011.
- 50 ans Ville de Sainte-Marthe-sur-le-Lac, Montréal, Archiv-Histo, 2012.
- Le Club Richelieu LaSalle, des hommes de bonne volonté, Montréal, Archiv-Histo, 2012.
- Saint-Thomas d'hier à aujourd'hui 175 ans d'histoire, Montréal, Archiv-Histo, 2012.
- Les Biographies laSalloises de 1667 à nos jours, Montréal, Les Éditions Histoire Québec, (coauteur), 2013.
- Le Sud-Ouest-Verdun: une histoire de santé de 1867 à 2014, Montréal, Archiv-Histo, 2014.
- Saint-Cuthbert 1765-2015: toute une histoire ! Partageons notre histoire, Montréal, Archiv-Histo, 2015.
- Howick 100 ans d'histoire/Howick 100 Years of History, Montréal, Archiv-Histo, 2015.
- Tragédie à LaSalle — L'explosion du 1er mars 1965, Montréal, Les éditions Histoire Québec, 2016.
- Blainville d'hier à aujourd'hui (nouvelle édition), coédition Ville de Blainville et Archiv-Histo, 2018.
- Cavelier de La Salle, l'intrépide explorateur de l'Amérique, Montréal, Les éditions Histoire Québec, 2018.
- De fleuve et d'exploits, Varennes 1672-2022, Varennes, Ville de Varennes, 2022.

## Sources
- Société historique Cavelier-De LaSalle
- Bibliothèque et Archives nationales du Québec